# Nikolái Zhérdev
Nikolái Prokófevich Zhérdev (en ruso: Николай Прокофьевич Жердев; Rutchenkove, 5 de mayo de 1911-Unión Soviética, 15 de noviembre de 1942) fue un aviador soviético que participó en la guerra civil española, la guerra de Mongolia y la Segunda Guerra Mundial, fue distinguido con el título de Héroe de la Unión Soviética.

## Biografía
Zhérdev nació el 5 de mayo de 1911 en Rutchenkove (hoy parte de Donetsk), óblast de Donetsk. Graduado de la Escuela Técnica Mecánica y Metalúrgica de Mariúpol, trabajó como mecánico de diseño en la planta de Azovstal y estudió en un club aéreo. En 1931 se unió al Ejército Rojo y se preparó como piloto en la Escuela de la Fuerza Aérea de Lugansk.

### Guerra civil española
En abril de 1938, con la graduación de subteniente, se unió a las fuerzas republicanas españolas como brigadista internacional. Allí se distinguió especialmente el 12 de agosto de 1938, al derribar un Fiat CR-32 mediante una colisión en el aire. Esta acción fue la primera de su tipo realizada por un piloto soviético en un combate aéreo, convirtiendo a Nikolái Zhérdev en el primer aviador soviético en realizar un tarán. Regresó a la Unión Soviética en septiembre de 1938.

### Guerra en Mongolia
Pero en junio siguiente, se unió al frente mongol y participó en la batalla de Jaljin Gol contra las tropas japonesas. Entonces era capitán y comandaba un escuadrón del 70. IAP (regimiento de cazas aéreos), con el que realizó nada menos que 105 misiones en tres meses. Según fuentes soviéticas, entre sus víctimas se encontraba el as de la aviación japonés, el capitán Aratoki.

### Segunda Guerra Mundial
A partir de junio de 1941 participó en los combates de la Segunda Guerra Mundial, consiguiendo dos victorias. Luego fue nombrado oficial de navegación en el 821.IAP y murió en acción el 15 de noviembre de 1942. Fue enterrado en el pueblo de Batayurt, en Daguestán. 

## Palmarés y condecoraciones

### Victorias aéreas
A Nikolái Zhérdev se le atribuyen 22 victorias certificadas, incluidas 16 individuales y más de 6 cooperativas, obtenidas durante tres conflictos:
- Guerra civil española: 3 victorias homologadas y varias en cooperación.
- Guerra en Mongolia: 11 victorias certificadas, incluidas 8 individuales y 3 cooperativas.
- Segunda Guerra Mundial (1941-1942): 5 victorias certificadas, incluidas 2 individuales y 3 en cooperación.

### Condecoraciones
- Héroe de la Unión Soviética (17 de noviembre de 1939).
- Orden de Lenin: dos veces, una en el 22 de febrero de 1939 y otra el 17 de noviembre de 1939.
- Orden de la Bandera Roja (29 de agosto de 1939).
- Orden de la Bandera Roja de Mongolia en 1º orden (10 de agosto de 1939).